# Château Rouge (quartier de Paris)
Pour les articles homonymes, voir Château Rouge.
Château Rouge est un quartier de Paris situé sur le flanc oriental de la butte Montmartre, dans le 18e arrondissement. De nature informelle, il fait partie des quartiers administratifs de la Goutte d'Or et de Clignancourt.

## Situation et accès
Le quartier de Château Rouge est traversé, à sa lisière ouest et sur un axe nord-sud, par le boulevard Barbès, qui sépare le quartier de la Goutte d'Or de la butte Montmartre à proprement parler. La ligne 4 du métro suit le même parcours, desservi notamment par la station Château Rouge, qui prend le nom du quartier.

## Historique
Comme la place du Château-Rouge, le quartier tire son nom d'un petit manoir, dit Château Rouge, vraisemblablement construit entre 1775 et 1795. Les gravures du château qui subsistent attestent qu'il était de style Louis XVI (architecture néo-classique). En 1814, le Château-Rouge sert de poste de commandement à Joseph, frère de Napoléon Ier, chargé de défendre Paris contre la Sixième Coalition.
Son grand parc s'étendait au pied de la colline de Montmartre entre :
- à l'est, le chemin des Poissonniers (puis rue des Poissonniers) ;
- au sud, la rue des Vinaigriers (actuelle rue Christiani) ;
- à l'ouest, la chaussée de Clignancourt (actuelles rue de Clignancourt et rue Ramey) ;
- au nord une limite passant entre les actuelles rues Doudeauville et Labat[2],[3],[4].

Une grande partie du domaine est loti à partir de 1844 et une ordonnance du 31 mars 1847 autorise les différents propriétaires à ouvrir cinq rues et une place : 
- rue Poulet,
- rue Frédéric (actuelle rue Myrha),
- rue Charles-Henri (actuelle rue Doudeauville),
- rue du Château-Rouge (actuellement rue de Clignancourt),
- rue Lévisse, ou Neuve-Poissonnière (élargie en 1863 pour former l'actuel boulevard Barbès),
- place du Château-Rouge, au croisement entre les rues Lévisse et Poulet.

La largeur des rues est fixée à 12 m, à l'exception de la rue Lévisse dont la largeur est portée à 14 m.
En 1847, le château est transformé en bal public, nommé le bal du Château-Rouge ou du Nouveau Tivoli. Le propriétaire de ce bal, J.-N. Bobœuf, pour profiter de l'importante popularité d'Henri IV à cette époque et peu soucieux de vraisemblance historique, fait colporter la rumeur que le château aurait été construit pour Gabrielle d’Estrées (alors qu'il a été construit 175 à 200 ans après la mort de la maîtresse du roi en 1599). Le premier des banquets des réformateurs qui débouchent sur la chute du régime de Louis-Philippe est donné dans ses jardins le 9 juillet 1847 et rassemble 1 200 personnes. 
Le parc est encore réduit avec l'ouverture de la rue Custine, déclarée d'utilité publique en 1863. Dans les années 1860, le bal tombe en désuétude.
Le château est affecté pendant le siège de 1870 à la garde nationale. Le comité de légion du 18e arrondissement y siège. Lors des événements du 18 mars 1871, ces troupes sont à l'origine de cette période insurrectionnelle qui mènent à la Commune.
Le bal public ferme ses portes en 1882 et le bâtiment est finalement démoli en 1889,. Les actuels nos 50 et 52 rue de Clignancourt ont été construits à son emplacement.

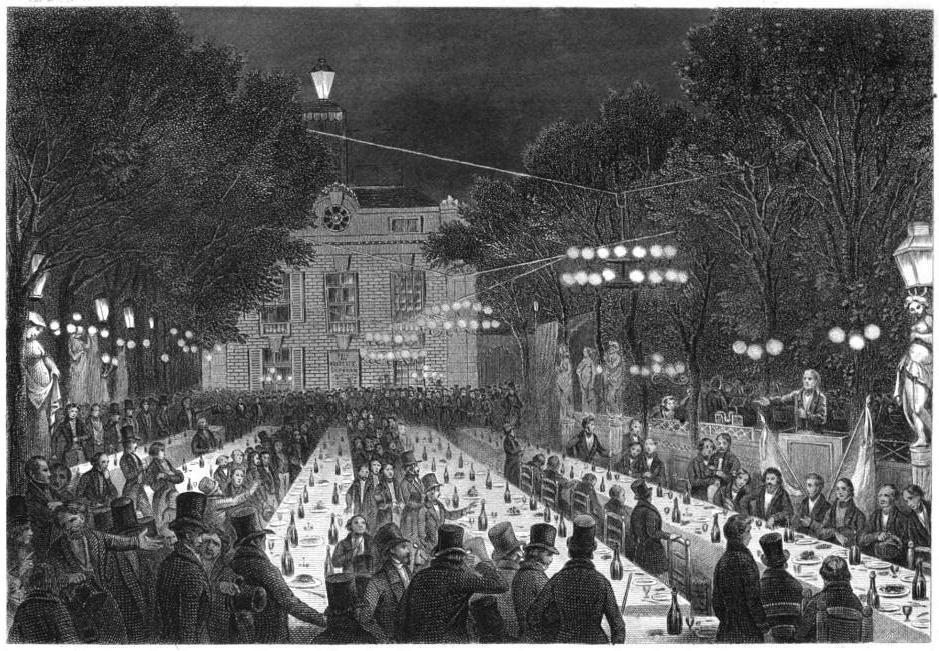
Banquet des réformateurs en 1847.
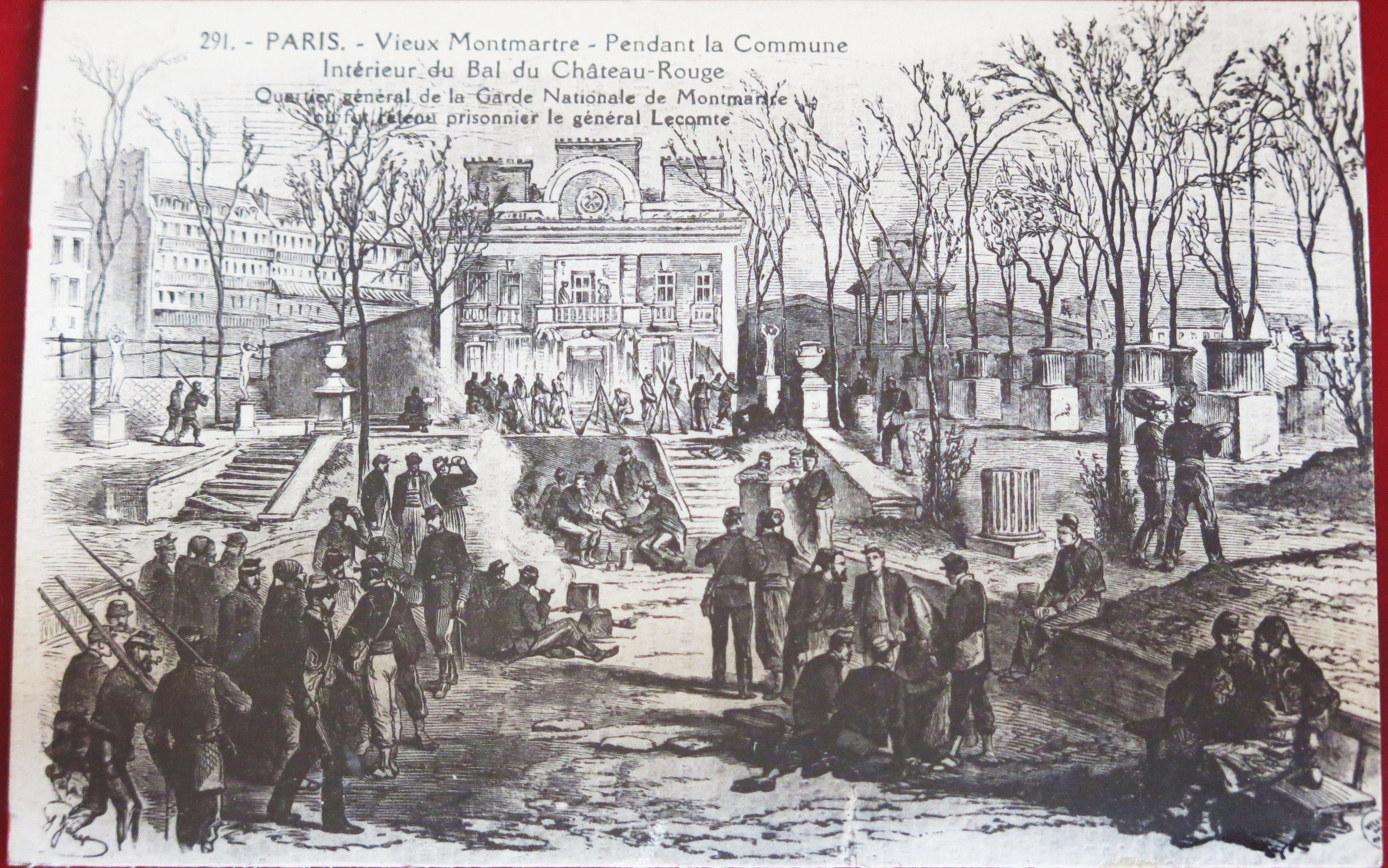
Le château pendant la Commune de Paris.

## Activités économiques

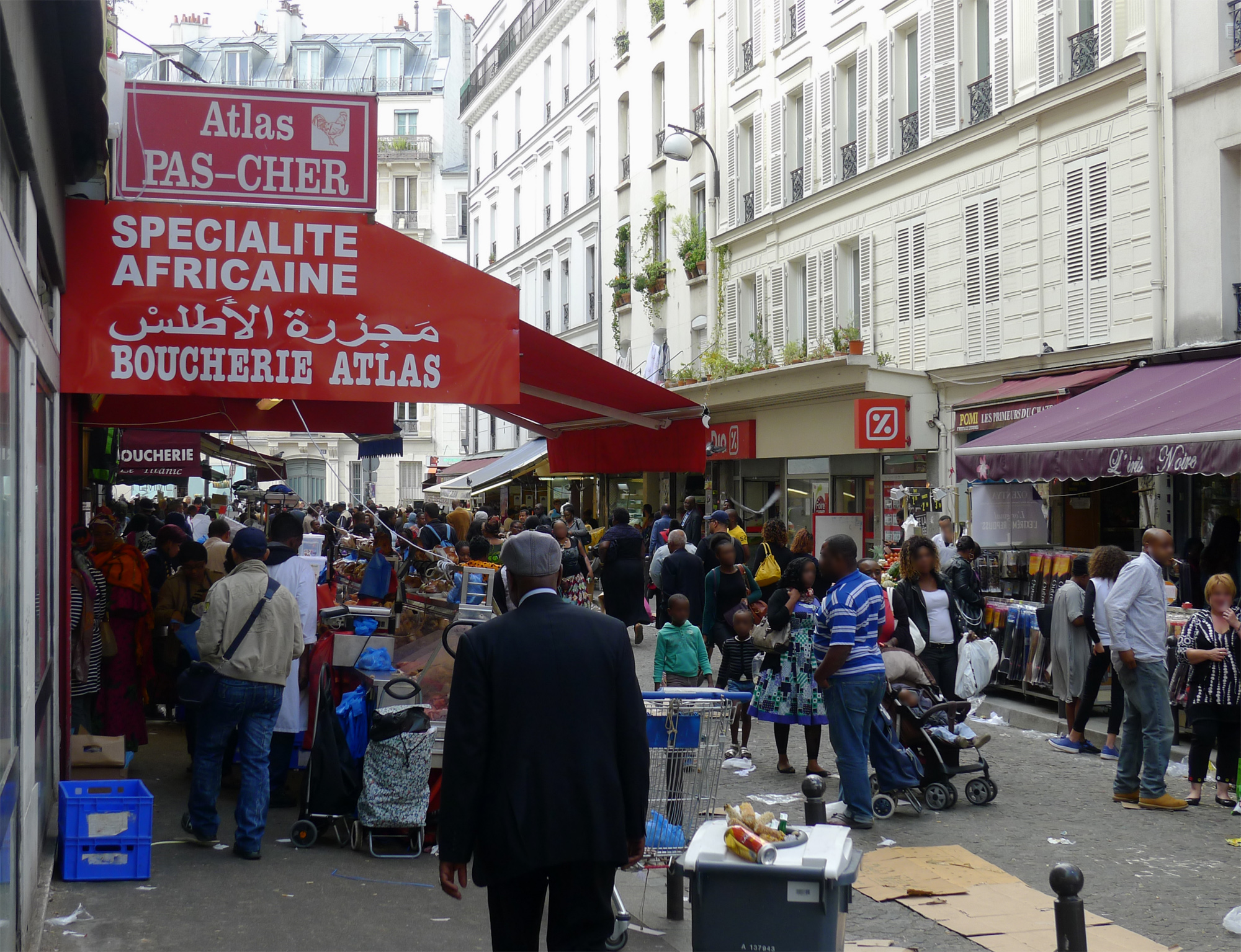
Marché de la rue Dejean (2015).

C'est un quartier très animé en journée, caractérisé par la présence d'une forte population immigrée d'origine africaine. De nombreux marchés, épiceries et coiffeurs africains y sont ouverts toute l'année. Le week-end, des clients venus de toute l'Île-de-France s'affairent dans le quartier, à la recherche de produits souvent introuvables ailleurs (fruits tropicaux, épices).
La rue Dejean et ses voisines sont souvent qualifiées de « marché exotique » ; le marché s'y tient tous les jours de la semaine, sauf le lundi pour la plupart des commerces de produits exotiques du quartier.
Depuis les années 1990, le quartier est en rénovation par la Mairie de Paris, qui procède à la destruction de nombreux immeubles vétustes et à la construction de logements sociaux. Il connaît encore des problèmes de violences graves, de prostitution et de trafic de drogue[réf. nécessaire].

## Dans la littérature
Le roman Ramses de Paris (2025), de l’écrivain Alain Mabanckou, se déroule dans ce quartier. Il en dépeint l’atmosphère.